# اربركانك
اربركانك (بالإنجليزية: The Hereditary Defective) هو فيلم دعائي نازي عام 1936.
من إخراج هربرت جيرديس، كان واحدًا من ستة أفلام دعائية أنتجها " مكتب السياسة العنصرية للحزب النازي"، من 1935 إلى 1937 لتشويه سمعة الأشخاص في ألمانيا الذين تم تشخيصهم باضطراب نفسي وتخلف عقلي.
كان الهدف هو الحصول على دعم عام لبرنامج عملية T4ثم في الأشغال. تم إنتاج هذا الفيلم، مثل الآخرين، مع لقطات فعلية للمرضى في مستشفيات الأمراض النفسية الألمانية.
وبحسب ما ورد أعجب أدولف هتلر بالفيلم لدرجة أنه شجع إنتاج الفيلم الكامل ضحايا الماضي: الخطيئة ضد الدم والعرق. في عام 1937، كان إيربكرانك يظهر في جميع دور السينما في برلين تقريبًا.
قبل الحرب العالمية الثانية، تم توزيع الفيلم في أمريكا من خلال جمعية Pioneer Fund.